# Antillostenochrus longior
Espèce
Antillostenochrus longior est une espèce de schizomides de la famille des Hubbardiidae.

## Distribution
Cette espèce est endémique de la province de Las Tunas à Cuba.

## Description
Les mâles mesurent de 4,39 à 4,70 mm et la femelle 4,29 mm.

## Publication originale
- Teruel, 2013 : Un nuevo Antillostenochrus Armas & Teruel 2002 de Cuba centro-oriental (Schizomida: Hubbardiidae). Revista Ibérica de Aracnología, vol. 22, p. 61-65 (texte intégral).